# Marius van 't Kruijs
Marinus Hendrik (Marius) van 't Kruijs (Oudewater, 8 maart 1861 – Lausanne, 14 februari 1919) was een Nederlands pianist, organist, dirigent en componist.
Hij was zoon van organist, beiaardier, koordirigent en muziekonderwijzer Jan van ’t Kruijs en Elizabeth van Beusekom. Hijzelf huwde Indische Emma Dorothea van der Valk. Hij was sinds 1907 ridder (met zwaarden) in de Orde van Oranje-Nassau.
Hij kreeg zijn eerste muzieklessen van zijn vader, onder meer organist van de Nieuwe Kerk te Middelburg. Hij was dermate getalenteerd op de piano dat hij al op vijfjarige leeftijd meespeelde tijdens een concert. In navolging daarop speelde hij menig concert te Middelburg en werd op dertienjarige leeftijd aangesteld als organist te Ritthem. Vanaf 1877 studeerde hij aan de Haagse Muziekschool bij docenten Willem Nicolai (orgel, muziektheorie en compositieleer), Georg Friedrich Wagener en Carel Wirtz (piano) en Hoffmann en Mulder (viool). Uit de periode kwamen zijn eerste composities, die het brachten tot uitvoeringen van de Koninklijk Militaire Kapel en de orkestschool van het conservatorium. Op twintigjarige leeftijd verliet hij met een eervol diploma de school en werd aangesteld tot organist en muziekmeester in Winterswijk (1881-1884). Daaropvolgende volgde een aanstelling in Rotterdam bij de Grote of Sint Laurenskerk als opvolger van Samuel de Lange sr.. In 1897 aanvaardde hij de functie van dirigent van het Orkest der Harmonie/Groninger Orkest Vereeniging in Groningen alwaar hij ook directeur werd van de Groninger Muziekschool. Ongeveer tegelijkertijd werd hij dirigent van het R.C. Bekker-koor (kortstondig), de Rooms Katholieke zangvereniging Sint Cecilia en Liedertafel Gruno. Daarnaast was hij hoofdredacteur van het in 1886 opgerichte maandblad voor organisten Het Orgel en in 1890 mede-oprichter van de Nederlandsche Organisten Vereeniging.
Vanwege een meningsverschil met het bestuur van de Harmonie legde hij in 1905 al zijn functie aldaar neer en vertrok naar Den Haag. Peter van Anrooy werd zijn opvolger als dirigent, maar werd dat eigenlijk alleen bij het orkest; Sint Cecilia en Gruno fuseerden en stelde(n) iemand ander aan. In Den Haag wijdde hij zich aan componeren en studeren in combinatie met het geven van orgelconcerten en gastdirigentschappen, soms bij nationale feest concerten etc. Zijn vocale werken worden getypeerd door de Nederlandse taal (in afwijking van gangbaar repertoire in Frans en Duits) en Nederlandse thema’s. Van zijn hand kwamen onder meer:
- De Ruytercantate (op tekst van P. Landsman) voor een concert in Vlissingen (maart 1907), waar hij zelf dirigeerde
- De Koningin Emmacantate, voor de vijftigste verjaardag van Emma van Waldeck-Pyrmont in Den Haag (1908) , waar hij zelf een koor van 1500 zangers leidde
- een cantate ter gelegenheid van het gouden priesterschap van paus Pius X; van ’t Kruijs dirigeerde in Rome.
- Oranje en Nederland, koor ter viering van de geboorte van Juliana der Nederlanden, Den Haag (1909), waar hij zelf een koor leidde van 3000 vrouwen en mannen
- De Oranje-Nassaucantate, ter gelegenheid van een koninklijk bezoek aan Amsterdam, mei 1910; hij leidde toen 6000 volwassenen en 4000 kinderen

Daarnaast verschenen tal van werken van hem, waarbij zijn opuslijst opliep tot boven de 94 (Hoezee voor de jeugd, een kindercantate). Zijn Mislukte feestzang, een muzikale parodie voor twee- en driestemmig koor werd gedrukt als opus 95. Er zaten twee symfonieën, operettes (Feeënmacht), een Concert voor orgel en orkest, het ballet Psyché, liederen bundels tussen. Zijn opera De bloem van IJsland werd in 1891 opgevoerd door de Nederlandsche Opera van Cornelis van der Linden met alt Cornélie van Zanten in een van de hoofdrollen. Een tweede onder de titel De watergeuzen haalde door een geschil met de Nederlandsche Opera de planken niet. Van zijn hand verschenen ook de koraalboeken Psalmen, gezangen en vervolgbundel en De Melodieën der Psalmen, Lof-en Bedezangen (1902).
Voorts schreef hij Beknopt overzicht der muziekgeschiedenis (1892) en Dispositiën van Nederlandsche Orgels en Oefeningen voor eerstbeginnende voor orgel of harmonium benevens 50 pedaaloefeningen. Hij was vanaf 1886 enige tijd redacteur van het Maandblad der organisten/Het Orgel en verslaggever voor muziekbladen Cecilia en De muziekbode.
In 1911 vertrok hij naar het Zwitserse Montreux, in de hoop het te benepen geachte Nederlandse muziekleven te ontvluchten. Zijn muziek werd echter te ouderwets gevonden om nationaal of internationaal door te breken, maar zijn concurrenten waren dan ook Gustav Mahler, Richard Strauss, Arnold Schönberg en Igor Stravinsky. Toch voerde het Concertgebouworkest drie werken van hem uit: zijn Orgelconcert in 1894 door componist en organist onder leiding van Willem Kes; zijn Tweede symfonie onder leiding van Richard Hol en de Feestouverture in 1902 onder Willem Mengelberg.
- Biblioteca Nacional de España: XX5311160
- Bibliothèque nationale de France: cb148310317 (data)
- Digitale Bibliotheek voor de Nederlandse Letteren: kruy007
- Gemeinsame Normdatei: 139746757
- International Standard Name Identifier: 0000 0000 7251 4300
- Library of Congress Control Number: nb2019000467
- Nederlandse Thesaurus van Auteursnamen: 07036012X
- Virtual International Authority File: 71660138
- WorldCat: E39PCjx4BwHpK8QB43t8dpfhh3